# Анлунд, Нильс
Нильс Анлунд (швед. Nils Ahnlund; 23 августа 1889, Уппсала — 11 января 1957, Стокгольм) — шведский историк, профессор Стокгольмского университета с 1928 по 1955 год, член Шведской академии с 1941 года. Специализировался на отечественной (шведской) истории.

## Биография
Родился в семье профессора нравственной философии, позже ставшего викарием прихода. В 1908 году поступил в Уппсальский университет, в 1918 году защитил докторскую диссертацию об отношениях Швеции и Германии в период правления Густава II Адольфа. С 1916 по 1926 годы работал в газете Svenska Dagbladet, став известным политическим публицистом, но предпочтя журналистскую карьеру академической. В 1923 году стал адъюнкт-профессором в Стокгольмском университете, став через пять лет полным профессором истории. В 1934 году стал членом Литературной академии, в 1936 — членом комитета Стокгольмской городской коллегии по изданию справочников, в 1941 — Шведской академии, в 1952 — академиком Шведской королевской академии наук. В 1944—1956 годах был председателем Шведского этнологического общества.
Пользовался достаточно широкой известностью не только в научном мире, но и среди общественности, активно публикуя научно-популярные исторические очерки в газетах и выступая с лекциями по радио.